# Nathalie Delon
Pour les articles homonymes, voir Delon.
Francine Canovas, dite Nathalie Delon, née le 1er août 1941 à Oujda au Maroc et morte le 21 janvier 2021 dans le 1er arrondissement de Paris, est une actrice et réalisatrice française.

## Biographie

### Jeunesse et famille
Francine Canovas naît le 1er août 1941 à Oujda, au Maroc, alors sous protectorat français. Elle est la fille de Louis Canovas (1915-2003), un pied-noir d’Oran (Algérie), dirigeant d’une entreprise de transport au Maroc, et d’Antoinette Rodriguez, originaire de Melilla. Son père quitte le foyer alors qu’elle n’a que huit mois. Elle grandit au Maroc, notamment à Casablanca, avec sa sœur aînée Louisette.
À 18 ans, elle épouse Guy Barthélémy, un appelé du contingent originaire du nord de la France, qui deviendra par la suite fondé de pouvoir de l’Omnium marocain d’assurance. Peu après la naissance de leur fille Nathalie, le couple se sépare. Guy Barthélémy obtient le divorce pour adultère ainsi que la garde exclusive de l’enfant, interdisant à Francine de la revoir pendant plusieurs années.

### Rencontre avec Alain Delon et mariage
En 1961, âgée de vingt ans, Francine quitte le Maroc pour Paris, où elle tente sa chance en travaillant brièvement comme modèle et photographe.
En 1962, elle rencontre Alain Delon par l’intermédiaire de son ami Jean Poniatowski, dans une boîte de nuit tenue par Régine. Delon, alors fiancé à Romy Schneider, s'assoit accidentellement sur son sac à main. Bien que cette première interaction soit peu cordiale, une relation débute rapidement entre eux.
Le 13 août 1964 à La Ville-aux-Clercs dans le Loir-et-Cher, en présence seulement du maire et de deux témoins et enceinte de leur fils Anthony, elle épouse l'acteur.
Nathalie et Alain Delon embarquent à bord du paquebot France au Havre pour un voyage de noces aux États-Unis. Ils rejoignent Hollywood car Alain Delon a un contrat avec la Metro-Goldwyn-Mayer, mais ce dernier est rompu par la compagnie américaine.
Leur fils Anthony naît en septembre 1964 au centre médical Cedars-Sinaï de Los Angeles. La famille vit aux États-Unis pendant une année et rentre ensuite à Paris.

### Carrière d’actrice
En 1967, sur l'insistance du réalisateur Jean-Pierre Melville, elle devient actrice au cinéma aux côtés de son mari dans Le Samouraï. Elle abandonne alors le pseudonyme « Nathalie Sand » et adopte celui de Nathalie Delon, en référence à sa fille Nathalie.
Le couple se sépare en juin 1968, et le divorce est prononcé le 14 février 1969, après quatre ans et demi de mariage. Celui-ci insiste toutefois pour qu’elle conserve le nom Delon, qu’elle portera jusqu’à la fin de sa vie. Elle poursuit une carrière cinématographique active jusqu’aux années 1980. 
Elle joue dans plusieurs films, parmi lesquels La Leçon particulière (1968), La Main (1969), Doucement les basses (1971) avec Alain Delon et Paul Meurisse, Commando pour un homme seul (1971) avec Anthony Hopkins, Barbe Bleue (1972) avec Richard Burton, Le Moine (1972) avec Franco Nero, L’Histoire très bonne et très joyeuse de Colinot Trousse-Chemise (1973) de Nina Companeez, Docteur Justice (1975), ainsi que plusieurs films de série B en Italie. Elle fait un retour à l’écran dans la série Madame le juge avec Simone Signoret.
En plus de sa carrière d’actrice, Nathalie Delon réalise deux films : Ils appellent ça un accident en 1982, et Sweet Lies en 1988.
Sa dernière apparition au cinéma date de 2009 dans le film Mensch.

### Vie privée et faits marquants
Après son divorce d’avec Alain Delon, elle a été la compagne de l’acteur Marc Porel.
De 1978 à 1993, elle vit avec le producteur de musique Chris Blackwell à Nassau, aux Bahamas,.
Elle a également traversé une période de dépendance à la drogue à la fin des années 1970, qu’elle a ensuite surmontée.

#### Affaire Markovic
En 1968, peu avant sa rupture avec Alain Delon, elle entame une liaison brève avec Stevan Markovic, garde du corps et proche collaborateur d’Alain Delon. L’assassinat de Markovic déclenche une affaire politico-judiciaire d’envergure. Nathalie Delon est citée dans l’affaire très médiatisée, qui alimente rumeurs et spéculations, mais elle ne donne lieu à aucune suite judiciaire la concernant.

### Mort
Nathalie Delon meurt le 21 janvier 2021 à Paris, à l'âge de 79 ans, des suites d’un cancer du pancréas. Elle avait appris sa maladie en novembre 2019 et, consciente de l'irréversibilité de son état, elle avait choisi de ne pas recourir à un acharnement thérapeutique.
Ses obsèques ont lieu dans l'intimité le 26 janvier 2021, en l'église de Saint-Germain-des-Prés, à Paris. Son corps est incinéré et ses cendres sont dispersées en Jamaïque, conformément à ses dernières volontés.

## Filmographie

### Actrice

#### Cinéma
- 1967 : Le Samouraï de Jean-Pierre Melville : Jane Lagrange
- 1968 : La Leçon particulière de Michel Boisrond : Frédérique
- 1969 : Les Deux Sœurs (Le sorelle) de Roberto Malenotti : Diana
- 1969 : La Main de Henri Glaeser : Sylvie
- 1969 : L'Armée des ombres de Jean-Pierre Melville : une amie de Jean-François (non créditée)
- 1971 : Doucement les basses de Jacques Deray : Rita
- 1971 : Commando pour un homme seul d'Étienne Périer : Charlotte Skouras
- 1972 : Sex-shop de Claude Berri : Jacqueline
- 1972 : Absences répétées de Guy Gilles : Sophie
- 1972 : Barbe-Bleue (Bluebeard) d'Edward Dmytryk : Erika
- 1972 : Le Moine d'Adonis Kyrou : Mathilde
- 1973 : Profession : Aventuriers de Claude Mulot : Marie Chapuis
- 1973 : L'Histoire très bonne et très joyeuse de Colinot trousse-chemise de Nina Companeez : Bertrade
- 1974 : Vous intéressez-vous à la chose ? de Jacques Baratier : Lise
- 1974 : Hold-up (Hold-Up, instantánea de una corrupción) de Germán Lorente : Judy
- 1975 : Une Anglaise romantique de Joseph Losey : Miranda
- 1975 : Docteur Justice de Christian-Jaque : Karine
- 1976 : Un sussurro nel buio de Marcello Aliprandi : Camilla
- 1976 : Une femme fidèle de Roger Vadim : Flora de Saint-Gilles
- 1977 : Fire in the Water de Peter Whitehead : une petite amie
- 1978 : Les mouettes volent bas (I gabbiani volano basso) de Giorgio Cristallini : Isabelle Michereau
- 1978 : Der Mann im Schilf de Manfred Purzer : Loraine
- 1978 : Le Cheval et l'Enfant (Gli ultimi angeli) de Enzo Doria : Elisabetta
- 1979 : Le Temps des vacances de Claude Vital : Martine
- 1979 : La Quatrième Rencontre (Occhi dalle stelle) de Mario Gariazzo : Monica Stiles
- 1980 : La Bande du Rex de Jean-Henri Meunier : Janine - la patronne du bar La Javanaise
- 2008 : Nuit de chien de Werner Schroeter : Risso
- 2009 : Mensch de Steve Suissa : Liliane Hazak

#### Télévision
- 1965 : Dim Dam Dom (magazine télévisé, ORTF)
- 1967 : Dim Dam Dom (magazine télévisé, ORTF)
- 1968 : Dim Dam Dom (magazine télévisé, ORTF)
- 1978 : Madame le Juge d'Édouard Molinaro : Françoise Muller (épisode Le Dossier Françoise Muller)
- 1979 : Histoires de voyous : L’Inconnue du canal de Claude Barma : Irène

### Réalisatrice
- 1982 : Ils appellent ça un accident réalisé par Nathalie Delon, montage d’Yves Deschamps, avec Patrick Norbert, Gilles Segal, Jean-Pierre Bagot
- 1988 : Sweet Lies avec Treat Williams, Joanna Pacuła, Julianne Phillips, Gisèle Casadesus, Bernard Fresson

## Publications
- Au plus fort de l'orage, roman, Editions Robert Laffont, 1994,  (ISBN 978-2221075630)

- Pleure pas, c'est pas grave... : souvenirs, Éditions Flammarion, coll. « ME », 2006, 350 p.  (ISBN 2080688847 et 978-2080688842).